# Constantin Popa
Constantin Popa (* 18. Februar 1971 in Bukarest) ist ein ehemaliger rumänisch-israelischer Basketballspieler.

## Werdegang
Popa, Spitzname Titi, spielte Basketball in der Jugendabteilung von Dinamo Bukarest, von 1991 bis 1995 studierte er an der University of Miami Betriebswirtschaftslehre und gehörte der Basketballmannschaft der Hochschule an. Er bestritt 113 Spiele für die University of Miami, in denen er im Durchschnitt 10 Punkte erzielte. Die 263 Blocks, die er in vier Jahren verbuchte, brachten ihn in der Bestenliste der Hochschulmannschaft an die Spitze. 2019 wurde er in die Sportruhmeshalle der Hochschule aufgenommen. Die Los Angeles Clippers wählten den Rumänen beim NBA-Draftverfahren 1995 an 53. Stelle aus.
Popa spielte nie in der NBA. 1995 gehörte er kurz der Mannschaft Florida Beachdogs an, für die er in neun Partien der US-Liga Continental Basketball Association (CBA) auf dem Feld stand. Im weiteren Verlauf der Saison 1995/96 spielte er für Élan Béarnais Pau-Lacq-Orthez und wurde mit der Mannschaft 1996 französischer Meister. Zwischen 1996 und 2000 stand Popa bei Maccabi Tel Aviv unter Vertrag. Er wurde 1998, 1999 und 2000 israelischer Meister. Seine Höchstwerte in der israelischen Liga verbuchte er im Spieljahr 1996/97 mit 7,2 Punkten sowie 5,6 Rebounds je Begegnung. Im April 2000 stand er mit Maccabi im Endspiel der EuroLeague: Popa kam zu sechs Einsatzminuten, er verlor mit seiner Mannschaft gegen Panathinaikos Athen. In der Saison 2000/01 war Popa Mitglied von Hapoel Jerusalem. Anschließend beendete er seine Spielerlaufbahn.
Popa zog mit seiner Familie in die Vereinigten Staaten, dem Heimatland seiner Ehefrau. In dem Land war er ab 2005 als Basketballtrainer und Lehrer an der Cypress Bay High School in Weston (Bundesstaat Florida) tätig. Im Sommer 2007 verließ er die Schule, wechselte an die University of Indianapolis und wurde dort Assistenztrainer von Damen-Trainerin LeAnn Freeland. 2011 wurde er an der Hochschule ins Amt des Cheftrainers befördert. 2016 wurde sein auslaufender Vertrag von der Hochschule nicht verlängert. In seiner Amtszeit gewannen die UIndy-Frauen 83 Spiele und verloren 66. Anschließend wurde Popa in Cincinnati für ein Büroausstattungsunternehmen tätig.

### Nationalmannschaft
Popa nahm 1987 an der Kadetten-, 1990 an der Junioren- und 1992 an der U22-Europameisterschaft teil. Bei der Kadetten-EM 1987 in Ungarn erzielte er 18,6 Punkte je Begegnung und stand mit dem Wert auf dem fünften Platz der Korbjägerliste. Bei der Junioren-EM 1990 erreichte er mit der Auswahl seines Landes den vierten Platz.
Mit Rumäniens Herrennationalmannschaft war er 1987 im Alter von 16 Jahren Europameisterschaftsteilnehmer, 1992 trat er mit der Auswahl in der Ausscheidungsrunde für die Olympischen Spiele an und war dort Mannschaftskamerad von Gheorghe Muresan.